# Птицесовхоз "Сараст"
Пти́цесовхо́з «Сара́ст» (рос. Птицесовхоз "Сараст", ерз. Птицесовхоз "Сараст") — селище у складі Атяшевського району Мордовії, Росія. Входить до складу Атяшевського міського поселення.
Стара назва — Совхоз Сараст.

## Населення
Населення — 524 особи (2010; 512 у 2002).
Національний склад (станом на 2002 рік):
- ерзяни — 52 %
- росіяни — 45 %